# Чирков Борис Петрович
Борис Петрович Чирков (рос. Борис Петрович Чирков; 31 липня (13 серпня) 1901, Брянка, Луганська область, Україна — 27 травня 1982, Москва, РРФСР) — радянський актор. Народний артист СРСР (1950). Лауреат Сталінської премії СРСР (1941, 1947, 1949, 1952). Герой Соціалістичної Праці (1975).
Закінчив Ленінградський інститут сценічних мистецтв (1926).
Знімався в кіно з 1928 р.
Про нього знято стрічку «Наш друг Максим» (1973).

## Фільмографія
- 1928: «Місяць зліва» — Орський
- 1934: «Юність Максима» — Максим
- 1937: «Повернення Максима» — Максим
- 1938: «Виборзька сторона» — Максим
- 1946: «Глінка» — Глінка
- 1948: «Суд честі» — Андрій Іванович Верейський
- 1956: «За владу Рад» — Гаврила Чорноіваненко
- 1959: «Втрачена фотографія» — генерал Сафронов
- 1961: «Горизонт» — Лихобаба, заступник директора цілинного радгоспу
- 1964: «Живі і мертві»
- 1971: «Жартуєте?»
- 1973: «Жили три холостяка» — Олександр Олександрович Синельников, професор-океанолог
- 1975: «Роса» — голова колгоспу

та інші.
Грав в українських фільмах:
- 1942: «Олександр Пархоменко» — Махно,
- 1942: «Партизани в степах України» — дід Тарас,
- 1958: «Киянка» — Яків Середа,
- 1959: «Мрії здійснюються»,
- 1960: «Спадкоємці» — Яків Середа,
- 1969: «Серце Бонівура», т/ф.